# Дорошенко Іван Кирилович
Іван Кирилович Дорошенко (нар. 22 липня 1942, тепер Київська область) — український діяч, робітник з ремонту гірничих виробок шахти «Мушкетівська» виробничого об'єднання «Донецьквугілля» Донецької області. Народний депутат України 1-го скликання.

## Біографія
Народився у селянській родині.
З 1961 року — робітник механізованої колони № 31 тресту «Південелектромережбуд».
Служив у Радянській армії.
З 1966 року — робітник з ремонту гірничих виробок шахти «Мушкетівська» виробничого об'єднання «Донецьквугілля» міста Донецька Донецької області. Член парткому шахти «Мушкетівська», голова методради політпросвіти.
Член КПРС з 1970 до 1991 року.
Закінчив заочно Донецький державний університет, математик.
18.03.1990 року обраний народним депутатом України, 2-й тур, 46,53 % голосів, 4 претендентів. Член Комісії ВР України у справах ветеранів, пенсіонерів, інвалідів, репресованих, малозабезпечених і воїнів-інтернаціоналістів.

## Нагороди та звання
- медаль «За трудову відзнаку»
- медаль «За доблесну працю»
- звання «Почесний шахтар СРСР»